# AeroWings 2: Airstrike
AeroWings 2: Airstrike est un simulateur de vol de combat en 2000 sorti sur Dreamcast. Il s'agit de la suite d'AeroWings.